# Château de Valesne
Le château de Valesne est un château situé à Saché (Indre-et-Loire) et inscrit aux monuments historiques le 6 décembre 2007.